# Міжнародна правова допомога
Міжнародна правова допомога — співробітництво держав у наданні взаємної допомоги в галузі правосуддя.
Як правило таке співробітництво узгоджене угодою між двома країнами про збір та обмін інформації з метою дотримання публічного або кримінального права. Такі угоди є дуже важливими в податкових питаннях, зокрема в рамках  міжнародних угод про подвійне оподаткування, де сторони погоджуються обмінюватись інформацію для цілей оподаткування. 
Ця допомога може набувати форми вивчення і виявлення людей, місць і речей, передачі утримуваних під вартою, а також надання допомоги при іммобілізації інструментів злочинної діяльності.
Допомога може бути відмовлена будь-якою країною (згідно з деталями угоди) з політичних чи безпекових міркувань, або якщо покара за злочин не однакова в обох країнах.
Деякі угоди можуть заохочувати сприяння в юридичній допомозі для громадян в інших країнах.